# 最後の晩餐 (ルーベンス)
『最後の晩餐』（さいごのばんさん、オランダ語: Het laatste avondmaal）は、バロック時代のフランドルの画家ピーテル・パウル・ルーベンスが、板に油彩で制作した油絵。

## 歴史と分析
この『最後の晩餐』は、カテリーネ・レスクイエル (Catherine Lescuyer) が、彼女の父親の記念のために制作を委嘱したものである。ルーベンスは、メヘレンの聖ロンバウツ教会の祭壇画の一部として、この作品を描いた。この作品は、最後の晩餐のイエスと使徒たちの姿を描いたもので、イスカリオテのユダは青い衣をまとい、鑑賞者の側を振り返るように、食卓から目をそむけている 。イエスを別にすれば、最も目立つ人物はユダである。ユダは、握った右手を口元にあて、画面に描かれた他の人物たちと視線を会わせるのを避けており、神経質な様子を表現している。周りのイエスは赤い衣をまとい、頭のまわりに黄色い光背（ハロ）があり、中空を見上げる姿で描かれている。イエスは画面の中央に描かれ、使徒たちはその左右に6人ずつ描かれており、イエスの手にはパンの塊があり、その前の食卓上にはワインの杯が置かれている。画面中のすべての人物の中で、最も光が当たっているのがイエスであり、画面の最も左に描かれている人物が最も暗い陰の中に描かれている。「この場面は最後の晩餐の神学的重要性を完璧な合成を表している」とされるが、これは、パンとワインの祝福と、それが裏切りの暴露というしても決定的に重要であることを意味している。
多くの北方絵画の描写に見えるように、画面に描かれた骨をくわえた犬は、おそらく単なるペットである。しかし、犬が伝統的に信仰心の象徴とされてきたことを踏まえると、この犬は信仰心を象徴している可能性もある。J・リチャード・ジャドソン (J. Richard Judson) によれば、ユダの足元に描かれた犬は、ユダの飼い犬であり、ヨハネによる福音書13:27 にあるように、貪欲ないし邪悪を表象しているのではないかという。
ルーベンスは、この作品以前の1611年に、初めて最後の晩餐の絵画を制作しようと試みていたが、おそらくはルーベンスが4000ギルダーという高い報酬を要求したために、最後の段階で依頼者が手を引き、制作は放棄された。
レオナルド・ダ・ヴィンチの『最後の晩餐』のテンペラによる壁画はルーベンスに大きな影響を与えており、ルーベンスはダ・ヴィンチの『最後の晩餐』を模写したエッチングも制作して、初めて全面的な人間の感情の表現を試み、版画作品はピーテル・サウトマンによって印刷された。ルーベンスはまた、人文主義的理念にも影響を受けており、それを通して聖書の主題を取り出していた。
ルーベンスは、作品を仕上げた後に、自ら、それを模写した版画を制作することがよくあった。こうした版画作品は、他の画家たちが自作のために参照していた。そうして制作された模写も、収集家たちの収集対象となっていた。こうした版画や模写も、存命中のルーベンスの名声を高める一助となっていた。